# 金鐘（添馬街）巴士總站
金鐘（添馬街）巴士總站（英語：Admiralty (Tamar Street) Bus Terminus）是香港中西區金鐘的巴士總站，位於添馬街北行線力寶中心外。

## 歷史
- 1994年4月11日：城巴12M線的總站由金鐘（西）巴士總站遷往本站。
- 1994年6月30日：城巴12A線的總站由上環干諾道中粵海大廈外路旁遷往本站。
- 2022年8月14日：新巴13線的總站由中環（大會堂）巴士總站遷往本站

## 總站路線資料

### 城巴12A線
- 金鐘（添馬街） ↺ 麥當勞道

提供麥當勞道及堅尼地道（香港公園）來往金鐘及中環的港鐵接駁巴士服務，於1961年12月16日起投入服務，初時由中巴營運，到了1991年由城巴接辦，成為城巴首條專利巴士線。

### 城巴12M線
- 金鐘（添馬街） ↺ 柏道

提供半山區（堅道、般咸道、柏道及羅便臣道）來往金鐘及中環的港鐵接駁巴士服務，於1983年5月2日起投入服務，只在星期一至五上午繁忙時間提供服務。

### 城巴13線
- 金鐘（添馬街） ↔ 旭龢道

提供半山區（旭龢道、柏道、衛城道及堅道）往來中環及金鐘的巴士服務，回程途經般咸道，於1974年4月16日起投入服務。

## 途經路線資料

### 城巴12線
- 中環3號碼頭 ↺ 羅便臣道／柏道

提供半山區（堅道、柏道、西摩道及羅便臣道）來往中環及金鐘的港鐵接駁巴士服務，回程途經上環，於1955年8月16日起投入服務。

### 香港居民巴士NR88線
- 沙田第一城 ↔ 中環

### 過海隧道巴士H1線
- 中環（天星碼頭） ↔ 尖沙咀（漢口道）

## 接駁交通
- 港鐵金鐘站B出口

## 外部連結
- 金鐘（添馬街）巴士總站 （页面存档备份，存于），城巴